# Salade

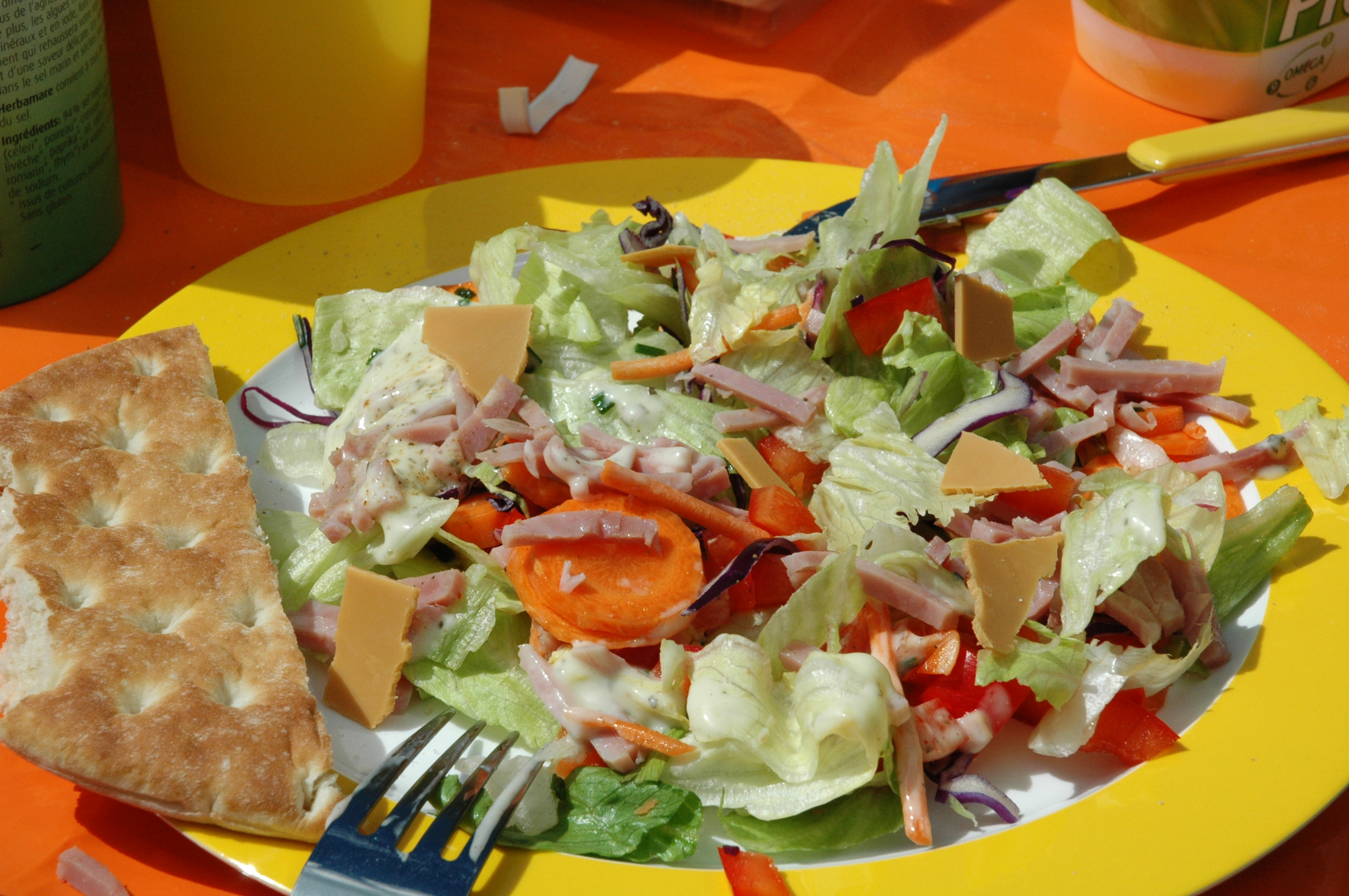
Een salade met Noorse geitenkaas

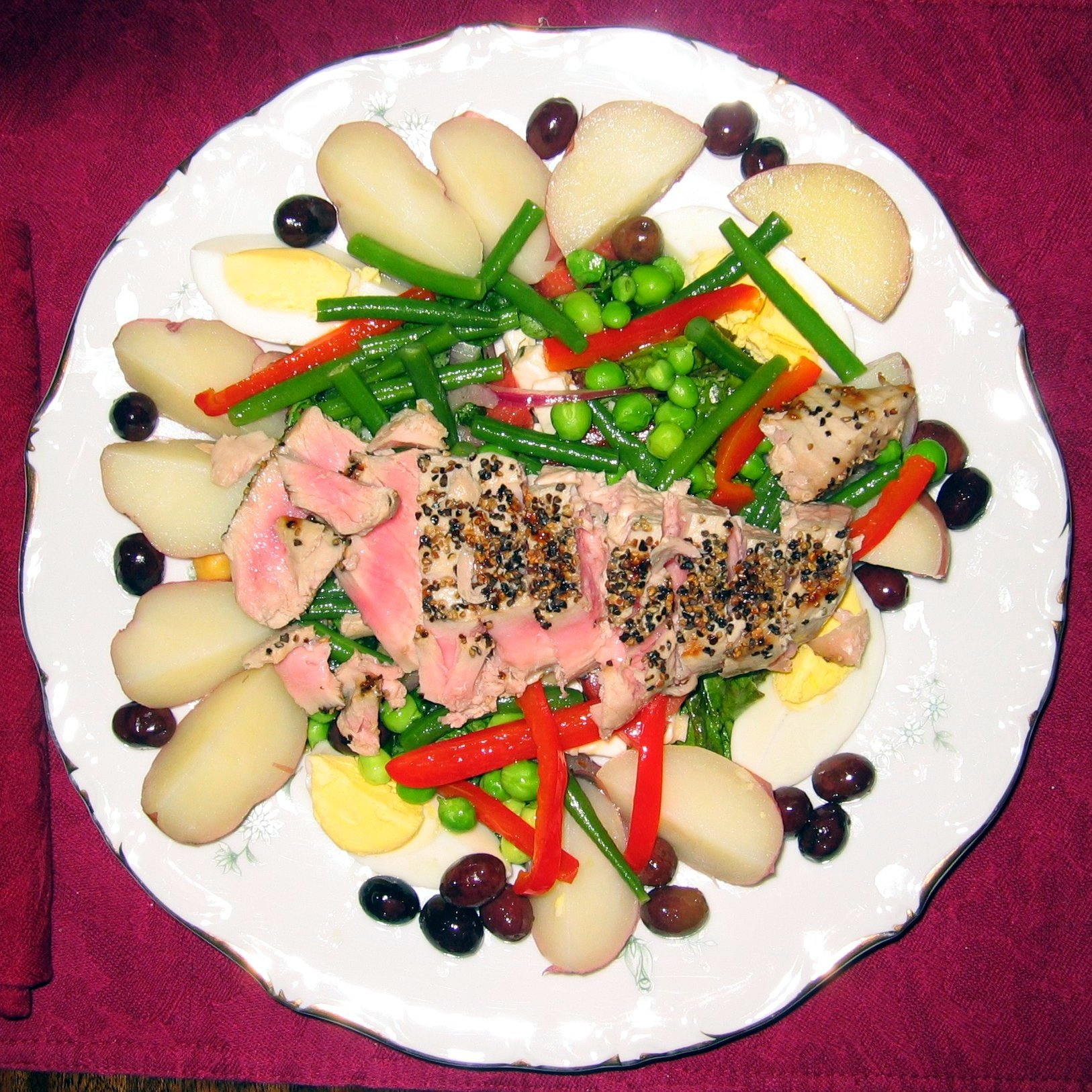
Salade niçoise

Een salade is een koud gerecht, dat bereid kan zijn met verschillende ingrediënten en vaak aangemaakt wordt met een vinaigrette of dressing. Vinaigrettes en dressings bestaan meestal uit een combinatie van olie, azijn en smaakmakers als zout, kruiden en specerijen. Ook worden dressings vaak gemaakt met mayonaise, dat weer een mengsel is van olie, eidooier en azijn. Een kleine salade met mayonaise en fijngehakte groenten wordt ook wel een slaatje genoemd.
Salades kunnen worden gegeten als voorgerecht bij een diner of als groente bij een maaltijd. Omdat salades vaak bestempeld worden als een gezond gerecht, zijn ze ook onderdeel van vele diëten. Salades kunnen dienen als hoofdgerecht; deze worden dan maaltijdsalades genoemd. Een andere vorm van salade is als broodbeleg, bijvoorbeeld vleessalade.

## Typen salades
Er zijn enkelvoudige salades, meervoudige salades en samengestelde salades.
Enkelvoudige salades bestaan uit slechts een ingrediënt, aangemaakt met een saus of vinaigrette. Voorbeelden van enkelvoudige salades zijn:
- Bietensalade
- Bleekselderijsalade
- Komkommersalade
- Rode- of wittekoolsalade
- Tomatensalade
- Witlofsalade
- Wortelsalade

Meervoudige salades bestaan uit diverse groenten. Naast verschillende slasoorten (eikenbladsla, ijsbergsla, kropsla, rucola, veldsla) worden ook groenten als augurk, bieslook, bleekselderij, komkommer, kool, paprika, prei, tomaat, ui, witlof, en wortel veel gebruikt. Ook deze worden vaak aangemaakt met een vinaigrette.
Verder zijn er veel variaties mogelijk door combinaties met vlees of vis, maar ook met fruit, zoals appels en mandarijn; dit noemt men samengestelde salades. De overige ingrediënten kunnen zeer divers zijn: allerlei groenten en aardappelen, maar ook eieren, pasta, feta en spek worden gebruikt. Maaltijdsalades bestaan meestal uit een combinatie van groenten met een bron van koolhydraten (pasta, rijst, aardappel) en een bron van eiwitten (vlees, vis, ei, kaas, noten) zodat de salade als een hele maaltijd wordt beschouwd.
Salades worden vaak klaargemaakt voor meer personen en ook bij feesten, zoals een bruiloft. Ze worden vaak gebruikt bij een buffet en zijn daarnaast een gebruikelijk bijgerecht bij de barbecue.
Bekende samengestelde salades zijn:
- Aardappelsalade
- Caesarsalade
- Griekse salade
- Haringsalade
- Hollandse salade
- Huzarensalade
- Russisch ei
- Salade niçoise
- Taboulé
- Vruchtensalade of fruitsalade, alleen bestaande uit diverse soorten fruit
- Waldorfsalade
- Zalmsalade

Er bestaan ook salades (partysalades) die op een toastje of cracker worden gegeten bij een feest als verjaardag, oudejaarsavond, of borrel, zoals:
- Eiersalade
- Kipkerriesalade
- Kipsatésalade
- Komkommersalade
- Krabsalade
- Selderiesalade
- Tonijnsalade
- Vleessalade
- Zalmsalade

## Etymologie
Het woord is afgeleid van sal = zout – salade betekent dus: zout gerecht.